# Mesosignum ansatum
Mesosignum ansatum is een pissebed uit de familie Mesosignidae. De wetenschappelijke naam van de soort is voor het eerst geldig gepubliceerd in 1967 door Menzies & Frankenberg.